# Oblast Tsjerkasy
De oblast Tsjerkasy (Oekraïens: Черкаська область, Tsjerkas’ka oblast’) is een oblast in het midden van Oekraïne langs beide oevers van de Dnjepr. De oblast is genoemd naar de gelijknamige hoofdstad Tsjerkasy.

## Geboren in oblast Tsjerkasy
- Vitali Dirdira (1938-2024), zeiler